# Микаелян, Ноэль
Ноэль Микаелян (Норайр Гевор Микаелян; нем. Noel Gevor, 18 сентября 1990, Ереван, Армянская ССР) — армянский и немецкий боксёр-профессионал. Бывший чемпион мира в первом тяжёлом весе по версии WBC (2023—2025).

## Биография
Микаелян регулярно выступает с тех пор, как дебютировал в 2011 году в возрасте 20 лет. На его счету 11 побед нокаутом. Он является яростным соперником на ринге и впечатляет своими впечатляющими достижениями как фанатов, так и критиков.
Немецкий боксёр за свою карьеру провёл в общей сложности 28 боёв, из них выиграв 26 и одержав победу в каждой ничьей и без поединков, в которых он принимал участие. потери, возникающие в результате победы решения его оппонентов. Несмотря на эти неудачи, Микаелян продолжал подниматься по служебной лестнице, укрепляя своё место в спорте.
Профессиональная карьера Микаеляна отмечена его впечатляющей победной серией, в которой он выиграл 21 бой подряд после победы над Адамом Гадаевым в своём дебютном бою. Он выиграл 10 из этих боёв досрочно, а его мощные удары и впечатляющее мастерство ринга сделали его грозным противником для всех.

### Чемпион WBC (2023)

#### Бой с Илунгой Макабу
4 ноября 2023 года в Майами (Флорида) в вечере организованном Доном Кингом встретился в бою за вакантный пояс WBC в крузервейте с бывшим обладателем пояса Илунгой Макабу (29-3). Бой начался с разведки и в неспешном темпе. Макабу пропустив хорошую атаку во втором раунде побывал в нокдауне, но смог встать и до конца раунда находился в режиме «выживание». В третьем раунде Макабу вновь оказался на канвасе и хотя он поднялся до окончания отсчета, был сильно потрясен. Рефери был вынужден остановить бой зафиксировав тем самым победу Гевора. Пояс WBC стал вакантным, потому что его обладатель Баду Джек решил подниматься на категорию выше в лимит бриджервейта (до 101,6 кг) — и попытаться там отобрать титул у поляка Лукаша Розански (15-0, 14 КО).

#### Ситуация с претендентами
Поскольку Микаелян взял вакантный титул, ему было предписано провести две кряду обязательные защиты. Претендент № 1 — Райан Розицки (20-1, 19 КО) (#1) из Канады который победил в первом раунде нокаутом Оланреважу Дуродолу (43-10, 40 КО) (#8) из Нигерии.
Претендента № 2 в WBC хотели бы разыграть в турнире четырёх с участием Михала Чеслака (#2, Польша), Табисо Мчуну (#3, ЮАР), Ямиля Перальты (#4, Аргентина) и Ричарда Риакпоре (#5, Великобритания).

#### Несостоявшийся бой с Райаном Розицки
7 июня 2024 года в Голливуде, США в главном событии шоу от Дона Кинга (Don King Production) должна была состояться первая защита пояса против обязательного претендента Райана Розицки, но чемпион получил рассечение на спарринге  — бой перенесен. В конце октября стало известно, что Микаелян не сможет подраться с Розицки ввиду судебного спора с Доном Кингом. WBC постановило что временный пояс разыграют 1 и 2 номера рейтинга Райан Розицки и Ямил Перальта 7 декабря в Канаде (завершился вничью и не временное звание не было разыграно). Позже о возвращении на ринг объявил находящийся в "отпуске" чемпион Баду Джек и ему было предписано дать бой №1 рейтинга Райану Розицки, но он получил травму, заменить его вышел бывший чемпион Ноэль Микаелян который решил все судебные проблемы с промоутером Доном Кингом.

#### Чемпионский бой бой с Баду Джеком
3 мая 2025 года в Эр-Рияде, (Саудовская Аравия) выйдя из продолжительного простоя вызванного травмами и судебными тяжбами с Доном Кингом провел бой в андеркарде вечера Альверес - Скулл. Соперником стал вернувшийся ранее в бокс бывший чемпион WBC Баду Джек (28-3-3, 17 КО). Оба боксера вышли после продолжительной паузы и провели близкий бой. Поединок не изобиловал зрелищными моментами и острыми ударами. Бойцы экономили силы и проводили успешные атаки. Микаелян был активней и выбрасывал много ударов, Баду Джек был намного более экономным в ударах. После 10-го раунда независимый судья Крис Мэнникс оценивал бой 94—96 в пользу Микаеляна, а последние два раунда все трое судей отдали Баду Джеку. Решение судей было близким и спорным: 114—114, 115—113 дважды в пользу действующего чемпиона Баду Джека. Статистика ударов: Микаелян выбросил 670 ударов - 153 пришлось в цель. Джек выбросил 369  и 122 донесённых ударов. 44 на 73 в пользу Микаеляна по ударам в голову. 33 на 45 в пользу Джека по ударам в корпус. 
После боя менеджер проигравшего обвинил WBC в коррупции и странном решении незадолго до боя перевести Гевора в чемпионы в отпуске, а его соперника Джека сделали полноценным обладателем титула. Соответственно были изменены пропорции финансового заработка бойцов. 2 июня WBC официально объявило о назначении реванша. Сторонам дано время до 1 июля, чтобы договориться о бое без торгов.